# Departamento del Loa
El Departamento de El Loa se ubicó en la antigua provincia de Antofagasta, cuya comuna cabecera departamental fue la ciudad de Calama.
Entre los departamentos de Tocopilla y Antofagasta, se encontró el Departamento de El Loa, que solo comprendía el territorio ocupado por la comuna de Calama, generando una sola agrupación municipal como también un departamento electoral. Este proceso se realizó mediante el Decreto N° 8.583 del 30 de diciembre de 1927.

## Subdelegaciones
| Municipalidad | Subdelegaciones |
| ------------- | --------------- |
| Calama        | 1a, Calama      |